# Карк-Сирмы
Карк-Сирмы́ (чув. Карăкçырми) — деревня в Красночетайском районе Чувашской Республики. Входит в состав Испуханского сельского поселения.

## География
Находится в северо-западной части Чувашии на расстоянии приблизительно 7 км на север от районного центра села Красные Четаи.

## История
Известна с 1860 года, когда в ней было 57 дворов и 314 человек. В 1870 году было учтено 419 жителей, в 1897 — 78 дворов и 443 жителя, в 1910—106 дворов и 553 жителя, в 1927—122 двора и 614 жителя, в 1939—377 жителей, в 1979—434. В 2002 году было 114 дворов, в 2010 — 62 домохозяйства. В 1928 году был организован колхоз «Красное знамя», в 2010 действовал СХПК «Нива».

## Население
Постоянное население составляло 197 человек (чуваши 98 %) в 2002 году, 135 в 2010.